# بوكروفسك
بوكروفسك (بالروسية: Покровск) هي إحدى مدن روسيا في الكيان الفدرالي الروسي ياقوتيا.